# Fernand Boone
Pour les articles homonymes, voir Boone.
Fernand Boone, né le 1er août 1934 et mort le 11 septembre 2013, est un footballeur international belge qui jouet au poste de gardien de but.
Boone est une des légendes du Club Bruges KV. En effet, il a défendu pendant dix-neuf saisons les couleurs du club, avec comme apogée le soulier d'or en 1967, la plus prestigieuse récompense individuelle du football belge.
Il est également sélectionné vingt fois avec l'équipe nationale, et joue huit matches avec les Diables Rouges.

## Palmarès
- 2 fois vainqueur de la Coupe de Belgique en  1968 et 1970 avec le FC Bruges
- Soulier d'or en  1967